# RF-8 軍用雪橇
RF-8，又稱GAZ-98，是第二次世界大戰時期，蘇聯軍在冬季戰事時使用的軍用雪橇，利用類似風扇艇的推進方式移動。
只能在雪地行動，但移動十分快速。沒有裝甲，所以只能用於偵查或是聯絡。

## 外部連結
- RF-8-GAZ-98 Snowmobile at the Russian Battlefield

## 流行文化
- - 少女與坦克

日本動畫《少女與戰車》中做真理高中隊伍車輛。